# Гоце Междуречки
Георги Толев (Петров), известен като Гоце Междуречки, е български революционер, кукушки войвода на Вътрешната македоно-одринска революционна организация и Вътрешната македонска революционна организация.

## Биография
Гоце Толев е роден в кукушкото село Междурек, днес Мелисургио, Гърция на 20 юни 1880 година. Занимава се с търговия. Въведен е в редовете на ВМОРО от Христо Чернопеев през 1901 година.
Участва в Илинденско-Преображенското въстание. През 1903 година е четник при войводата Кръстьо Асенов, а след това за около три месеца е в четата на Атанас Йовев в Струмишко. От май 1905 година за една година е помощник на войводата Кръстьо Лазаров в Кумановско. В 1906 година придружава Даме Груев в обиколките му из Македония. През 1907 година е в четата на Кимон Георгиев, а по-късно е титулярен околийски войвода в Кукушко.
| Чета на Гоце Междуречки, 30 май 1908 година | Чета на Гоце Междуречки, 30 май 1908 година | Чета на Гоце Междуречки, 30 май 1908 година | Чета на Гоце Междуречки, 30 май 1908 година | Чета на Гоце Междуречки, 30 май 1908 година |
| Номер                                       | Име                                         | Селище                                      | Околия                                      | Забележка                                   |
| ------------------------------------------- | ------------------------------------------- | ------------------------------------------- | ------------------------------------------- | ------------------------------------------- |
| 1.                                          | Гоце Междуречки                             | Кукуш                                       |                                             |                                             |
| 2.                                          | Туше Иванов                                 | Кукуш                                       |                                             |                                             |
| 3.                                          | Христо Беров                                | Порой                                       |                                             | [ 6 ]                                       |

При избухването на Балканската война е доброволец в Македоно-одринското опълчение, участва в освобождаването на Кукуш като войвода на партизанска чета №26 с 10 души четници, действаща в Гевгелийско, а по-късно е в Сборната партизанска рота на МОО. На 5 октомври 1912 година Гоце Междуречки напредва по линията Петрич-Струмица, на 8 октомври освобождава струмишкото село Банско, а към 12 октомври е вече в Кукушко. След освобождението на Кукуш на 23 октомври 1912 година Гоце Междуречки е назначен на висш военно-административен пост в околията.
| Чета № 26 на МОО с командир Гоце Междуречки | Чета № 26 на МОО с командир Гоце Междуречки | Чета № 26 на МОО с командир Гоце Междуречки | Чета № 26 на МОО с командир Гоце Междуречки | Чета № 26 на МОО с командир Гоце Междуречки | Чета № 26 на МОО с командир Гоце Междуречки |
| Номер                                       | Име                                         | Години                                      | Околия                                      | Селище                                      | Бележки                                     |
| ------------------------------------------- | ------------------------------------------- | ------------------------------------------- | ------------------------------------------- | ------------------------------------------- | ------------------------------------------- |
|                                             | Андон Кушовалиев                            | 35                                          | Кукушко                                     | Кукуш                                       |                                             |
|                                             | Борис Аблев (Аблов)                         | 30                                          | Кукушко                                     | Кукуш                                       |                                             |
|                                             | Георги Станишев                             | 29 (30)                                     | Кукушко                                     | Кукуш                                       |                                             |
|                                             | Дино Скачков                                | 22                                          | Кукушко                                     | Кукуш                                       | убит на 21 (23) ноември 1912                |
|                                             | Коста Червениванов                          | 23                                          | Кукушко                                     | Кукуш                                       |                                             |
|                                             | Лазар Стоилов                               | –                                           | Кукушко                                     | Женско                                      | убит на 20 ноември 1912                     |
|                                             | Милан Танушов                               | 23                                          | Кукушко                                     | Кукуш                                       |                                             |
|                                             | Туше Скачков                                | 22                                          | Кукушко                                     | Кукуш                                       |                                             |

След окупацията на Вардарска и Егейска Македония от Сърбия и Гърция, Гоце Междуречки се включва с четата си в съпротивата на ВМОРО. През декември 1914 година четата му разрушава моста на река Водосир за трети път (след Христо Симеонов през юни и Никола Лефтеров през ноември). Старши подофицер Гоце Междуречки е сред наградените от германския кайзер Вилхелм II с орден „За военни заслуги“ на военна лента по време на посещението му в Ниш на 5 януари 1916 г.
След войните продължава активно да участва в дейността на ВМРО като войвода на чета. Атанас Джолев пише за него: „беше твърде скромен и рядко дискутираше. Не знам с какво се занимаваше. Беше идеалист-революционер“. Участва като делегат от Горноджумайското македонско благотворително братство в обединителния конгрес на Македонската федеративна организация и Съюза на македонските емигрантски организации от януари 1923 година.
През 1925 година е в настоятелството на Горноджумайското македонско благотворително братство.
Умира на 18 април 1941 година. В некролога му, публикуван в „Илюстрация Илинден“, пише:
| „ | Покойният бе един от многото ратници за свободата на Македония. В ранни години той дига знамето на борбата против тиранията и води непрекъснато борба до Хуриета, когато с четата си напусна балкана и в разбирателство с младотурците повежда легална борба за човешки права и културно развитие на своя народ. Излъган, той и българският народ, напуска легалния живот и повежда наново нелегална борба, като в 1912 г. влиза в гърба на отоманската армия и смущава тила ѝ. През 1915 до 1918 година в редовете на българската армия, като началник на партизански отряди той принася ценни услуги на освободителното дело. След 1918 г., и до последно време покойният Гоце не преставаше да се интересува живо за свободата на Македония, но уви, в крайния момент на осъществуването на идеала му, умре с най-голяма тъга по родината. Мир на праха му, Бог да го прости! | “ |

Баща е на функционера на БКП Александър Междуречки.